# 20064 Prahladagrawal
A 20064 Prahladagrawal (ideiglenes jelöléssel (20064) 1993 RV4) a Naprendszer kisbolygóövében található aszteroida. Eric Walter Elst fedezte fel 1993. szeptember 15-én.